# Elías Fernández Albano

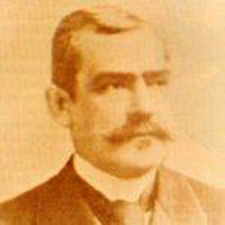
Elías Fernández Albano.

Elías Fernández Albano (* 1845; † 6. September 1910 in Santiago de Chile) war ein chilenischer Politiker. 1910 amtierte er vorübergehend als Präsident seines Landes.
Als Vizepräsident übernahm er am 16. August 1910 die Amtsgeschäfte nach dem Tod des gewählten Präsidenten, Pedro Montt Montt. Nur sechs Wochen später, am 6. September starb Fernández auch. Das Amt übernahm – ebenfalls übergangsweise – Emiliano Figueroa Larraín.